# Aeroflot
Aeroflot (v ruštině: ОАО «Аэрофлот – Российские авиалинии») je největší ruská letecká společnost s hlavní leteckou základnou na letišti Šeremeťjevo nedaleko Moskvy. Jde o akciovou společnost, v níž 51 % akcií vlastní Ruská Federace, v roce 2013 měla tato společnost přes 30 000 zaměstnanců. Dceřinými leteckými společnostmi Aeroflotu jsou nízkonákladová Pobeda a Rossiya Airlines. Ředitelem společnosti je Sergej Alexandrovskij. V roce 2022 nahradil svého předchůdce Michaila Pulubojarinova, který funkci zastával od roku 2020.

## Historie
Společnost byla založena v roce 1923, v době SSSR byl Aeroflot jednou z největších leteckých společností světa, v roce 1989 se stal členem IATA. V roce 1992 byl rozdělen na více než 300 regionálních společností a byla vytvořena speciální zbytková společnost pro mezinárodní lety. V roce 1994 byl Aeroflot ze státní firmy přeměněn na akciovou společnost, ve které bylo 49 % akcií prodáno zaměstnancům a dalším zájemcům. Dne 14. dubna 2006 se stal Aeroflot členem letecké aliance SkyTeam. 
V reakci na Ruskou invazi na Ukrajinu bylo 24. dubna 2022 členství v alianci pozastaveno.
V roce 2024 byly systémy společnosti napadeny internetovými hackery působícími na straně Ukrajiny. Samotní hackeři informace o infiltraci do systémů společnosti zveřejnili v červenci 2025, přičemž během uplynulého roku získali celou řadu citlivých dokumentů společnosti, v den zveřejnění svého činu zároveň zcela odstavili její systémy a způsobili tak problémy na ruských letištích včetně zrušení desítek letů.

## Hodnocení
Aeroflot v roce 2016 jako první ruská společnost získala nejvyšší hodnocení „čtyři hvězdy“ na kvalitu služeb Skytrax, a popáté vyhrál prestižní Skytrax World Airline Awards International Award v kategorii „Nejlepší letecká společnost ve východní Evropě“.
Kvůli Ruské invazi na Ukrajinu v roce 2022 byl nejdřív Aeroflot spolu s ostatními ruskými aerolinkami a letadly vykázán z Evropy. Později kvůli obavám o zabavení svých pronajatých letadel Aeroflot pozastavil veškeré lety do zahraničí kromě Běloruska. Na konci března 2022 Aeroflot oznámil obnovení některých zahraničních letů, a to ze Soči. Létat by se mělo na blízký východ a Egypta. 

## Destinace
V prosinci 2016 operoval Aeroflot lety do 129 destinací/letišť především v Evropě, Asii a dále v Severní, Jižní Americe a Africe. Do Česka létá v současnosti[kdy?] pravidelně do Prahy, v minulosti obsluhoval také letiště Karlovy Vary.

### Praha
Aeroflot létá pravidelně do Prahy na ruzyňské letiště již od 4. srpna 1945, kdy byl obnoven jeho provoz po Druhé světové válce. Před válkou linku provozoval několik let také. Po dobu existence spojení létala letadla sovětské výroby jako Tupolev Tu-154, Tu-104 (poprvé 1956), Tu-134, Iljušin Il-62 či Il-18. Mimořádně se na lince objevily větší letouny Il-86, Il-96 nebo Boeing 767. Na začátku 21. století linku obsluhovaly Boeingy 737.
Od června 2018 létá tato společnost na Letiště Václava Havla šestkrát denně. Na lince jsou pravidelně nasazeny Airbusy A320, A321 a jednou denně od roku 2018 ruský stroj Suchoj Superjet 100. Předtím byly frekvence ze čtyř denně na pět denně navýšeny v říjnu 2015.
V reakci na Ruskou invazi na Ukrajinu v únoru 2022 se Česká republika rozhodla zakázat ruským leteckým společnostem přílety na svůj vzdušný prostor. V reakci na to Aeroflot pozastavil svou linku Moskva–Praha.

## Flotila

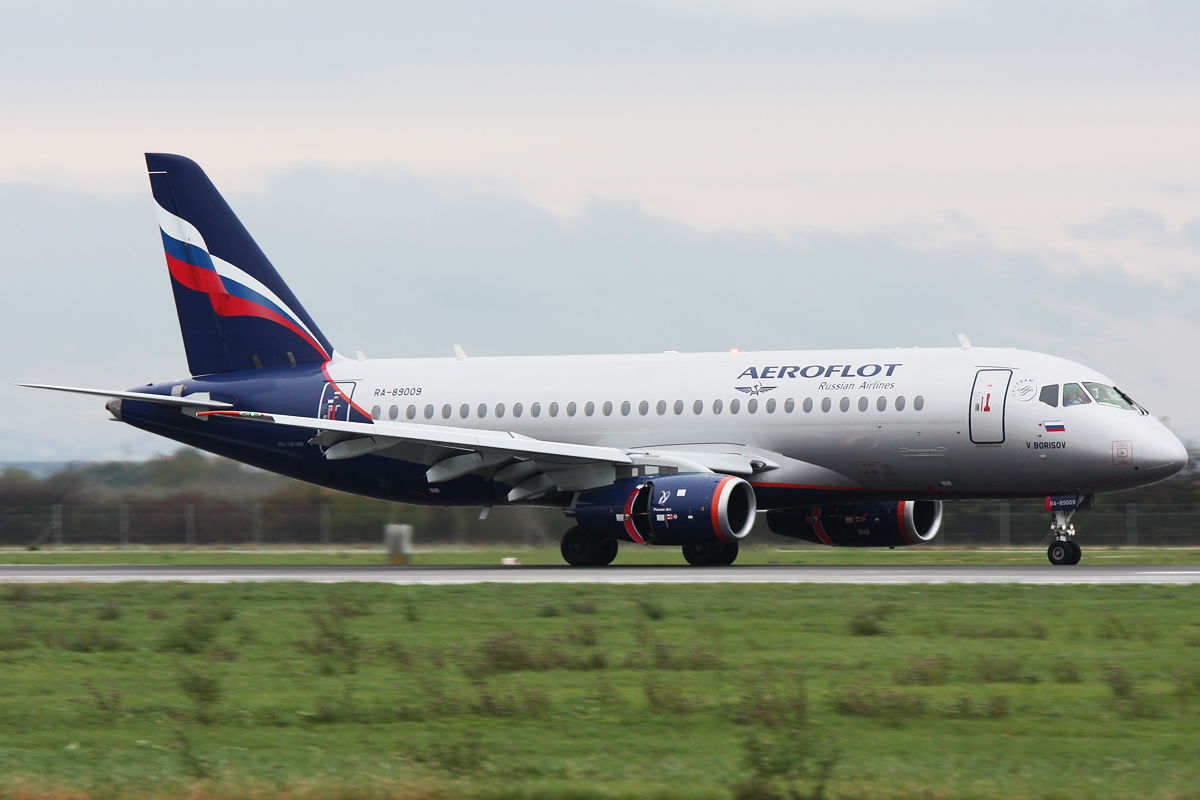
Letoun ruské výroby Suchoj Superjet 100-95 v barvách Aeroflotu

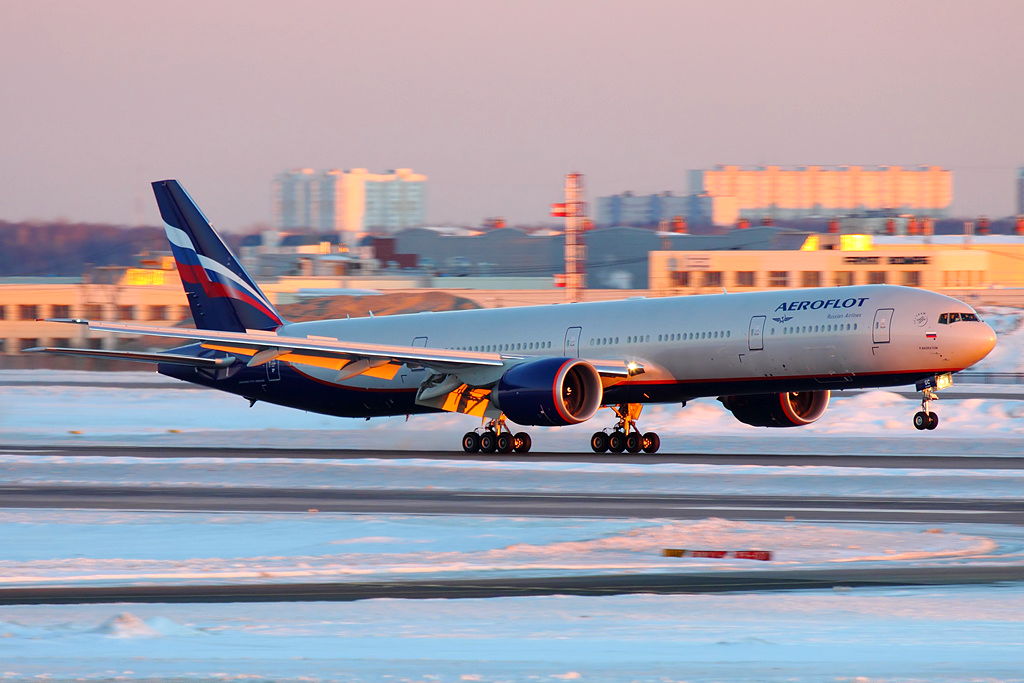
Boeing 777-300ER Aeroflotu přistává na moskevském letišti Šeremeťjevo

Flotila Aeroflotu v říjnu 2018 čítala 251 letounů s průměrným stářím 4,2 let:
| Letadla                | Počet | Objednávky | Cestující | Cestující | Cestující | Cestující | Poznámky                    |
| Letadla                | Počet | Objednávky | B         | W         | E         | Celkem    | Poznámky                    |
| ---------------------- | ----- | ---------- | --------- | --------- | --------- | --------- | --------------------------- |
| Airbus A320-200        | 79    | 1          | 20        | —         | 120       | 140       |                             |
| Airbus A320-200        | 79    | 1          | 8         | —         | 150       | 158       |                             |
| Airbus A321-200        | 39    | 0          | 28        | —         | 142       | 170       |                             |
| Airbus A330-200        | 5     | —          | 34        | —         | 207       | 241       |                             |
| Airbus A330-300        | 17    | —          | 34        | —         | 268       | 302       |                             |
| Airbus A350-900        | 1     | 13         | ?         | ?         | ?         | ?         |                             |
| Boeing 737-800         | 44    | 6          | 20        | —         | 138       | 158       |                             |
| Boeing 777-300ER       | 17    | 5          | 30        | 48        | 324       | 402       |                             |
| Irkut MC-21            | —     | 50         | 16        | —         | 159       | 175       |                             |
| Suchoj Superjet 100-95 | 50    | 100        | 12        | —         | 75        | 87        | Dodávky mezi roky 2011–2017 |
| Celkem                 | 252   | 175        |           |           |           |           |                             |

## Letecké nehody
Tento seznam leteckých nehod není kompletní.
- Let Aeroflot 141 – havárie letounu Tu-154 v roce 1973 v Praze, ze 100 osob na palubě zemřelo 66.
- Let Aeroflot 6502 – havárie při neúspěšném pokusu o přistání 20. října 1986, zemřelo 70 z 94 lidí na palubě.
- Let Aeroflot 892 – havárie při neúspěšném pokusu o přistání 12. prosince 1986, zemřelo 73 z 82 lidí na palubě.
- Let Aeroflot 593
- Let Aeroflot 1492

## Fotogalerie
Pro zobrazení typu letadla přejeďte myší po obrázku.

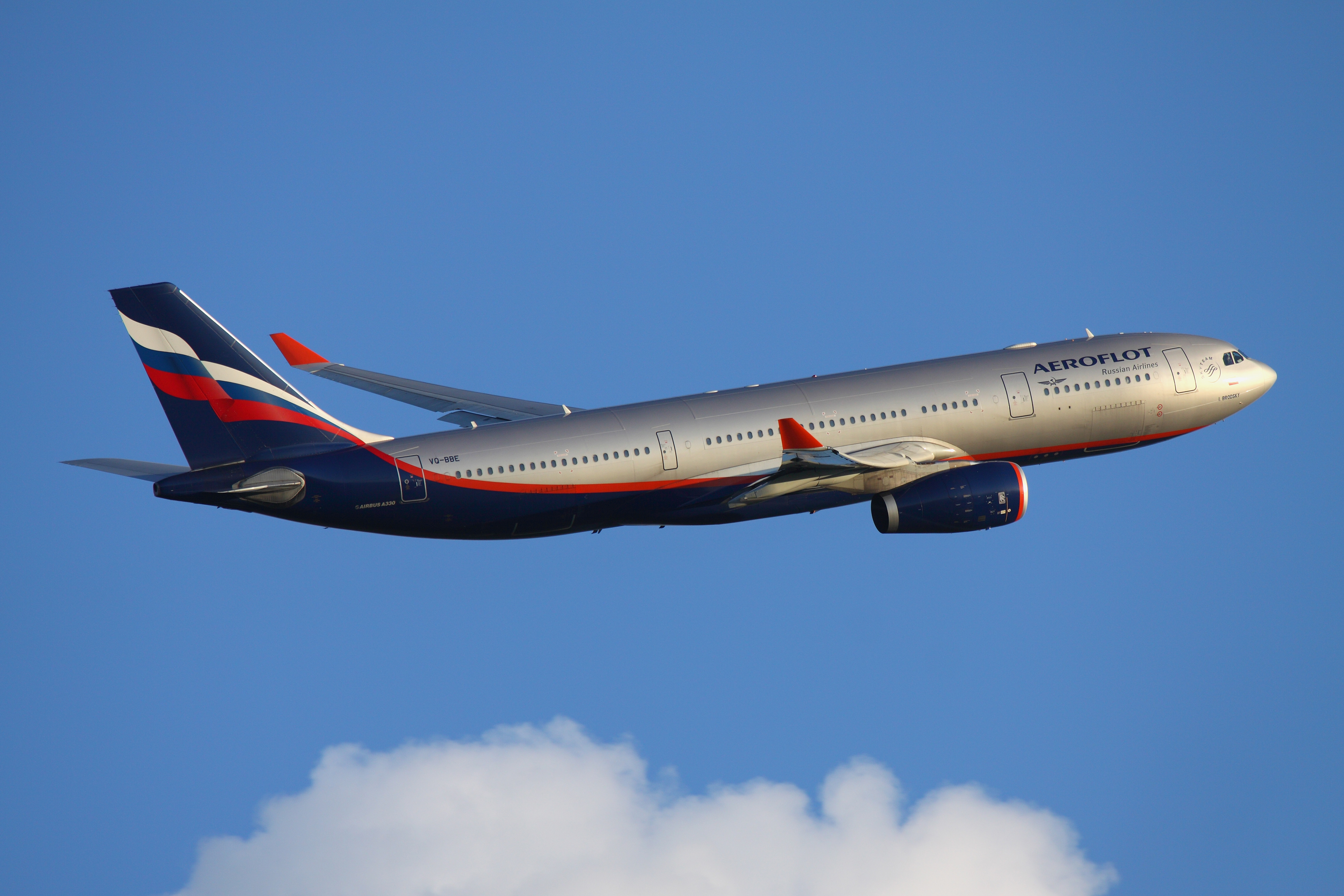
Vzlétající Airbus A330-200 Aeroflot
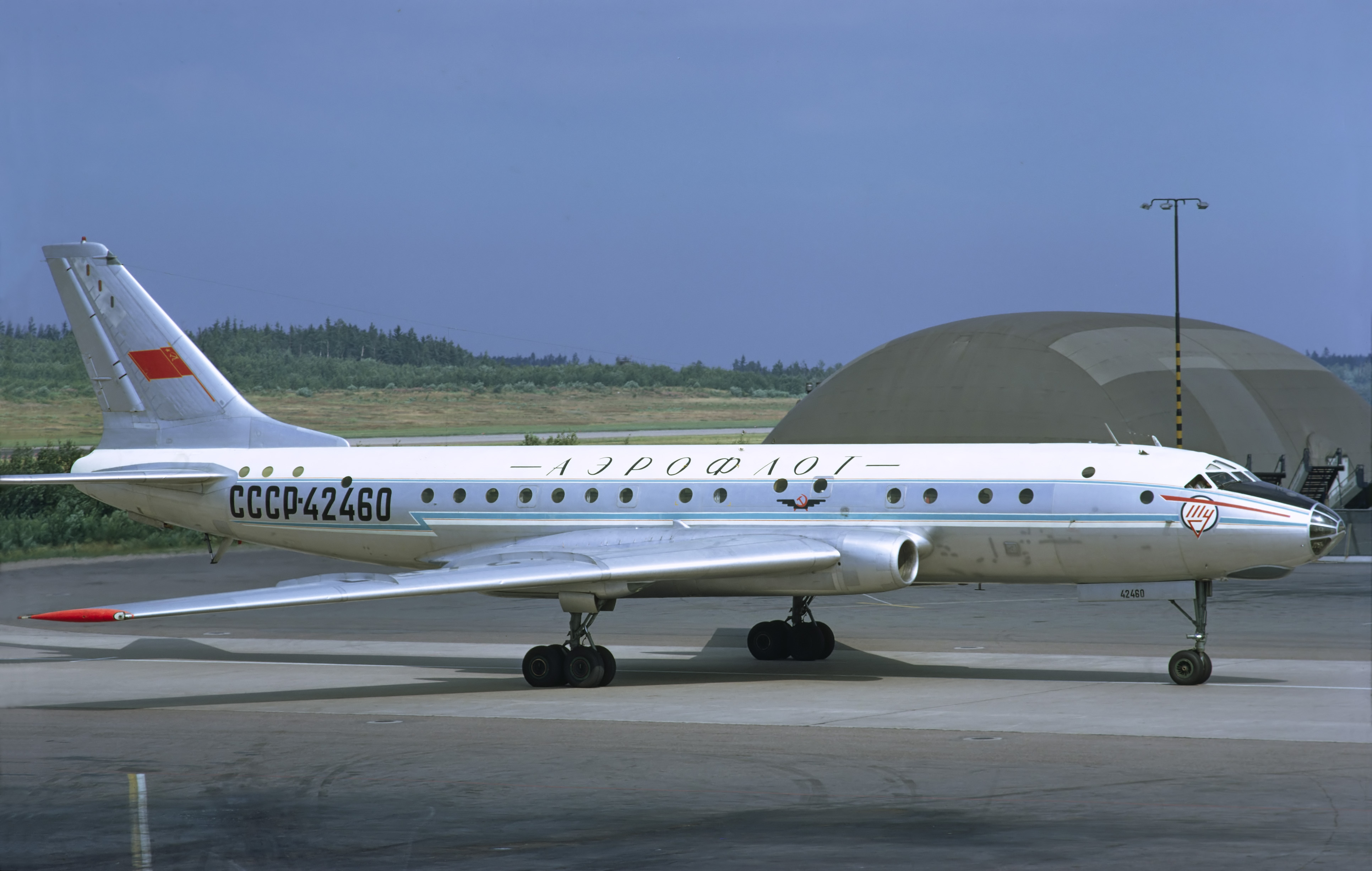
Tupolev Tu-104B Aeroflot
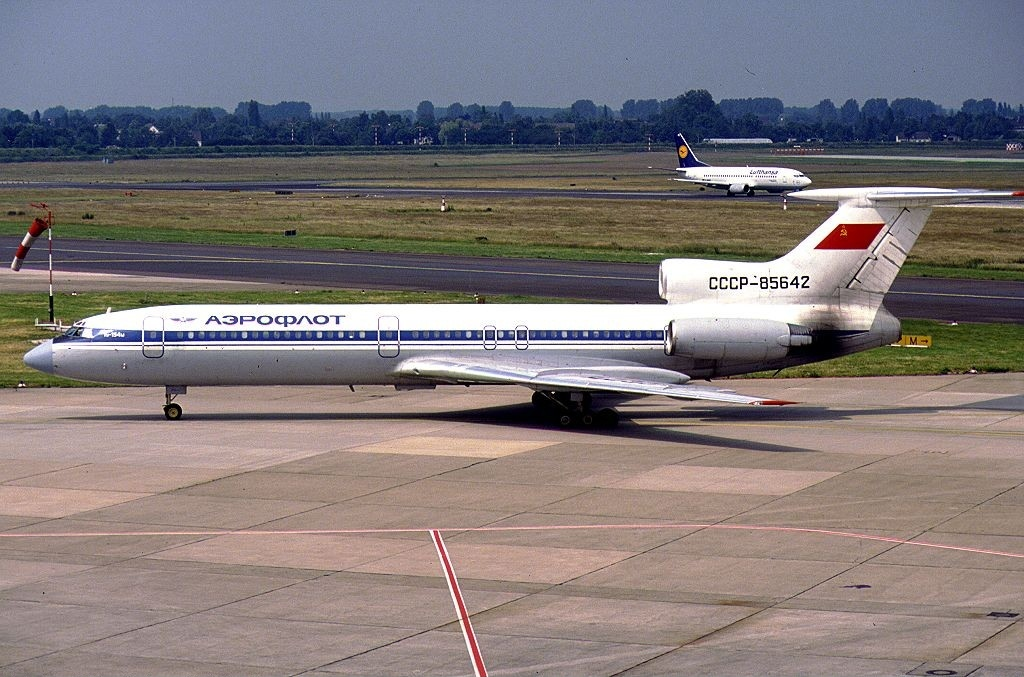
Tupolev Tu-154
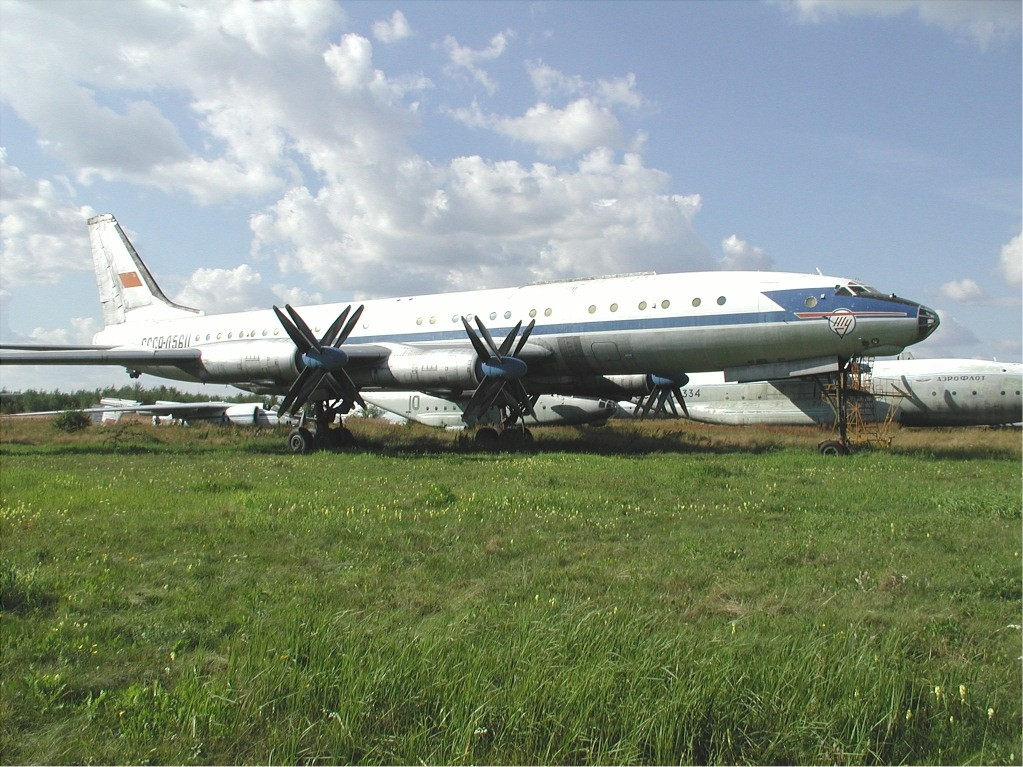
Tupolev Tu-114
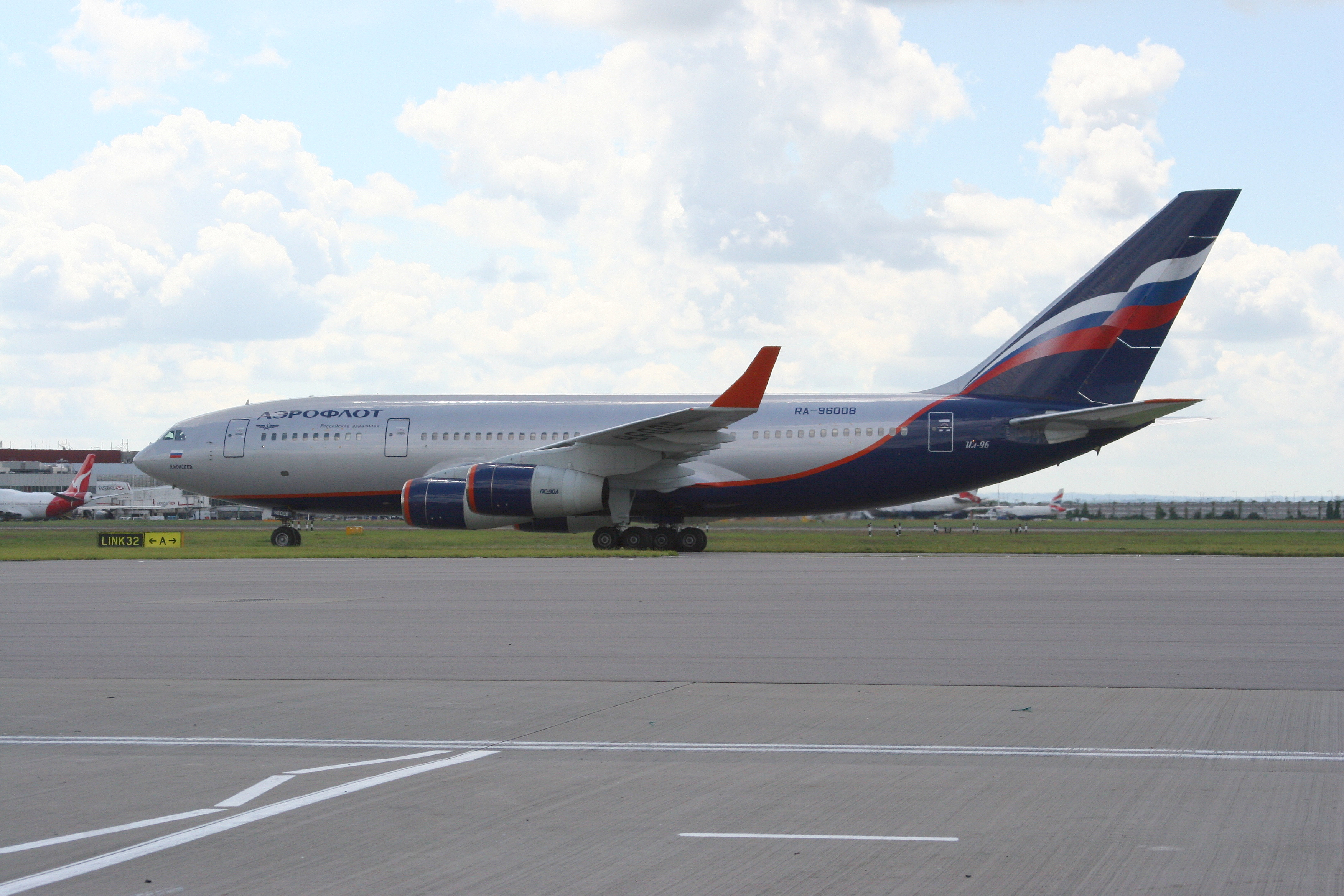
Iljušin Il-96
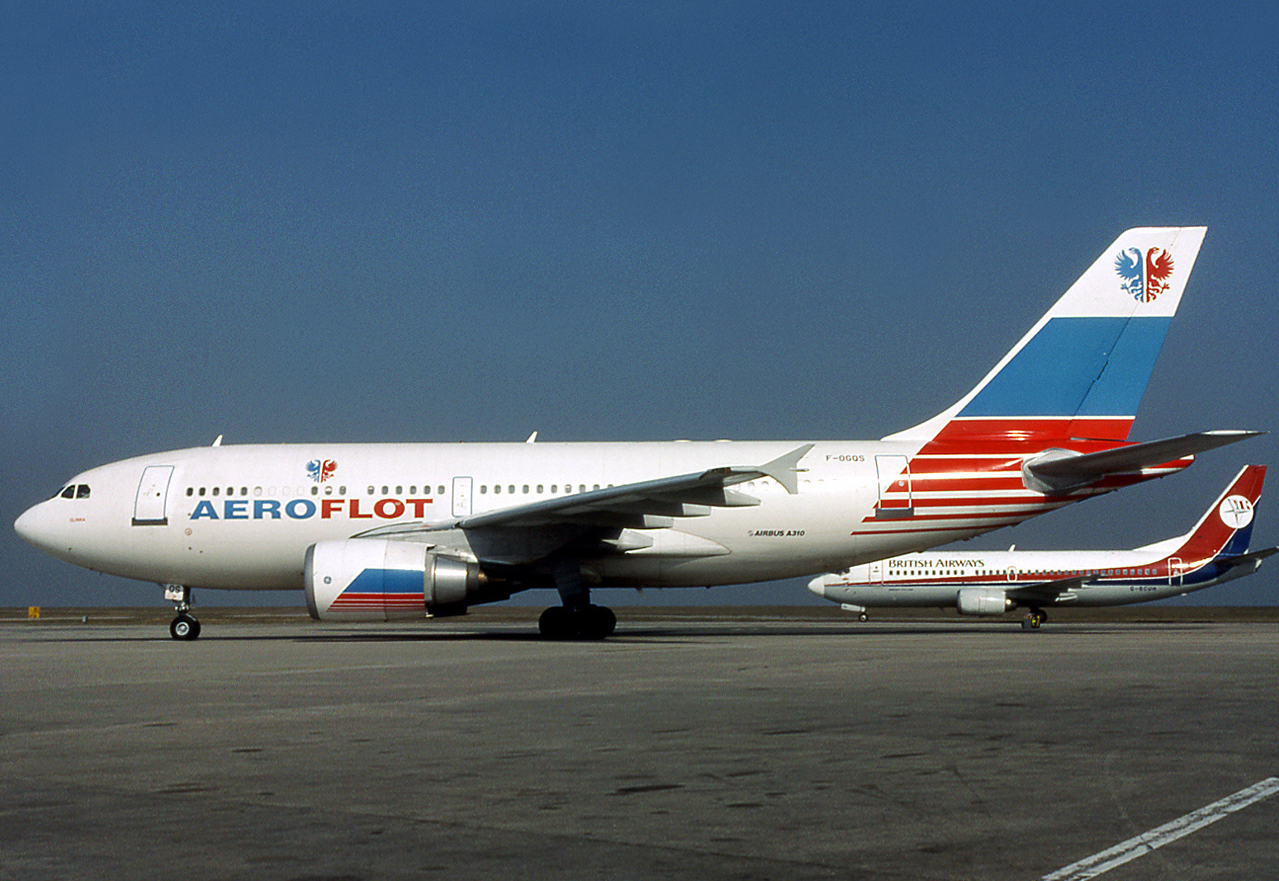
Airbus A310
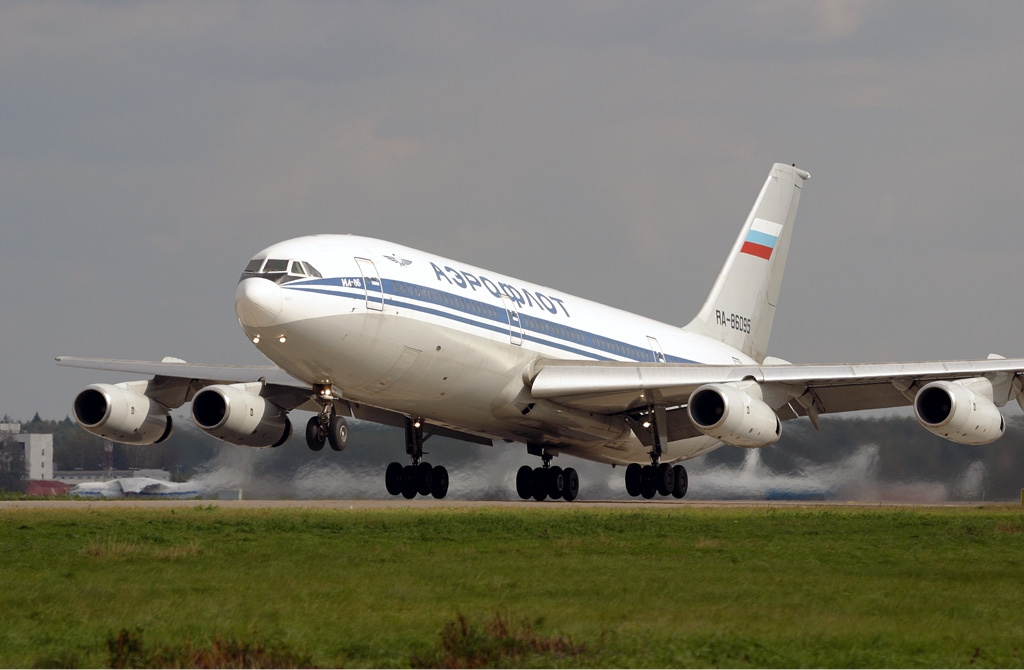
Iljušin Il-86
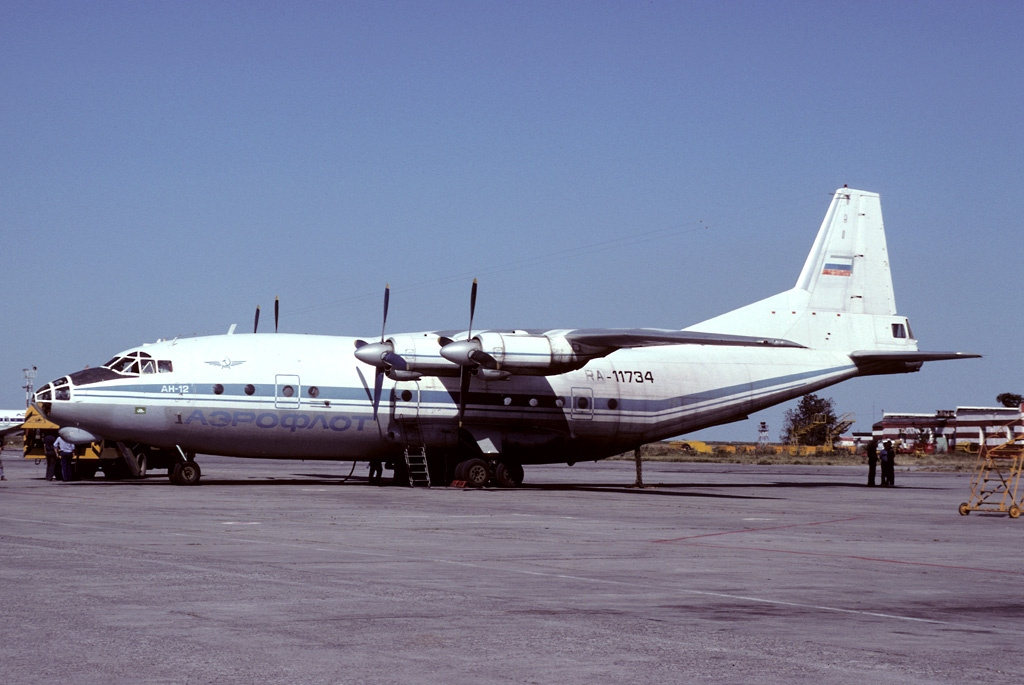
Antonov An-12
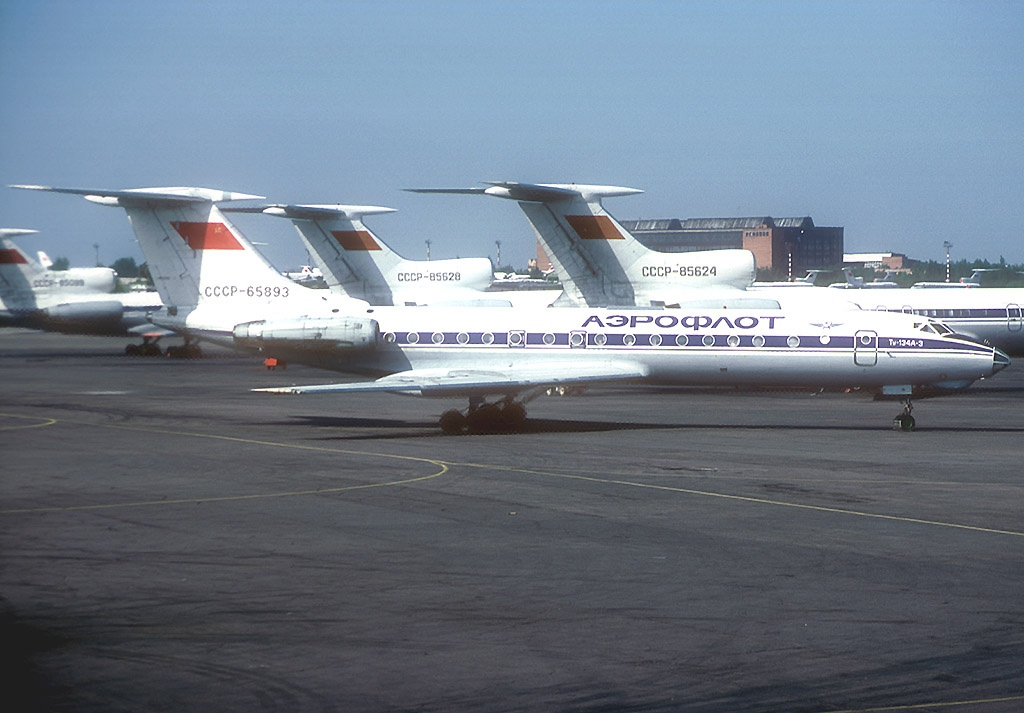
Tupolev Tu-134A
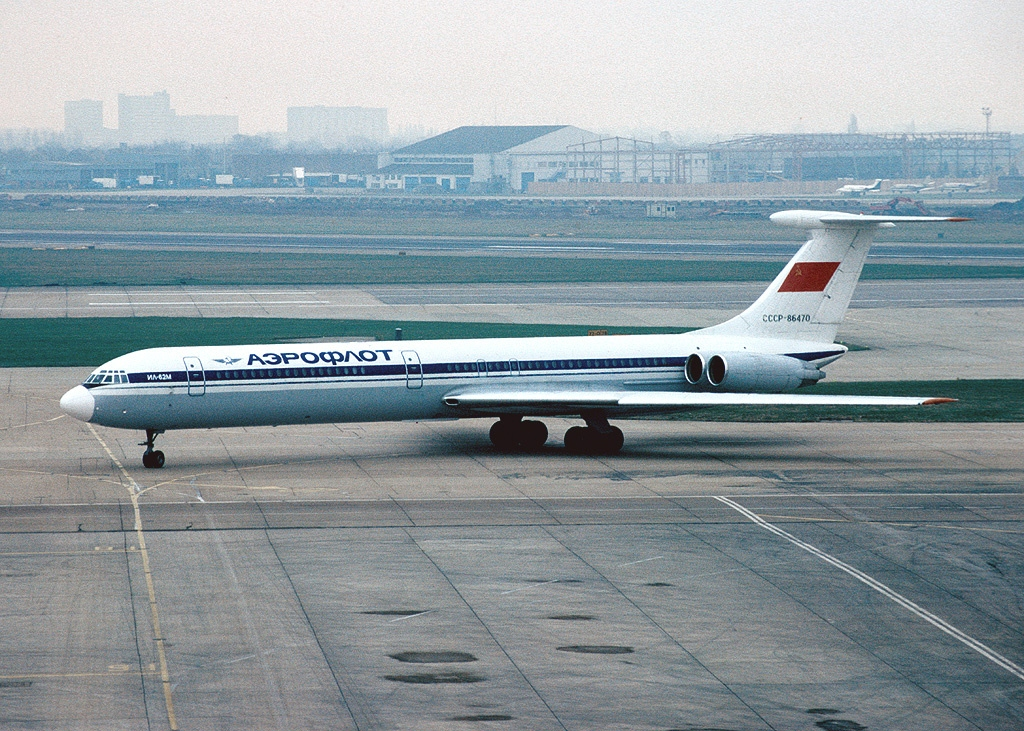
Iljušin Il-62M
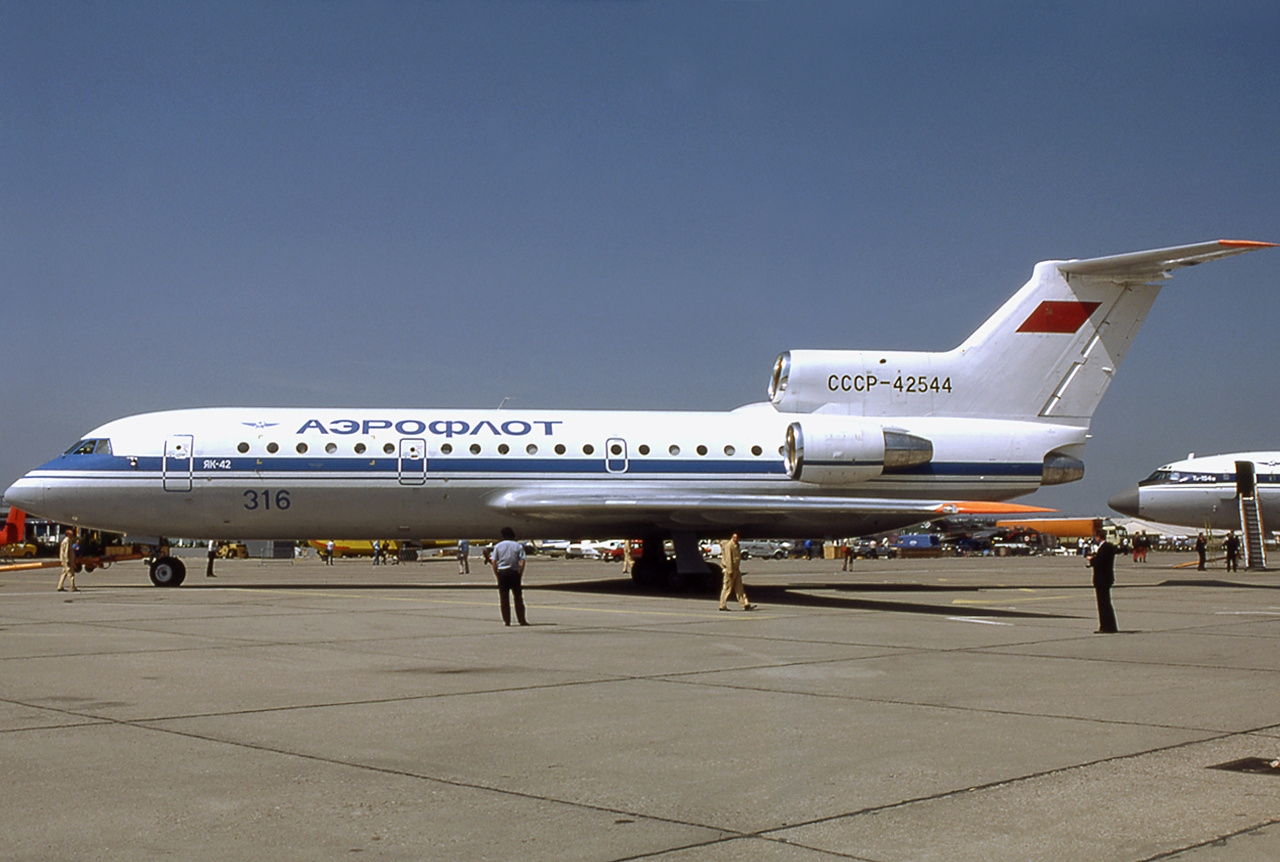
Jakovlev Jak-42
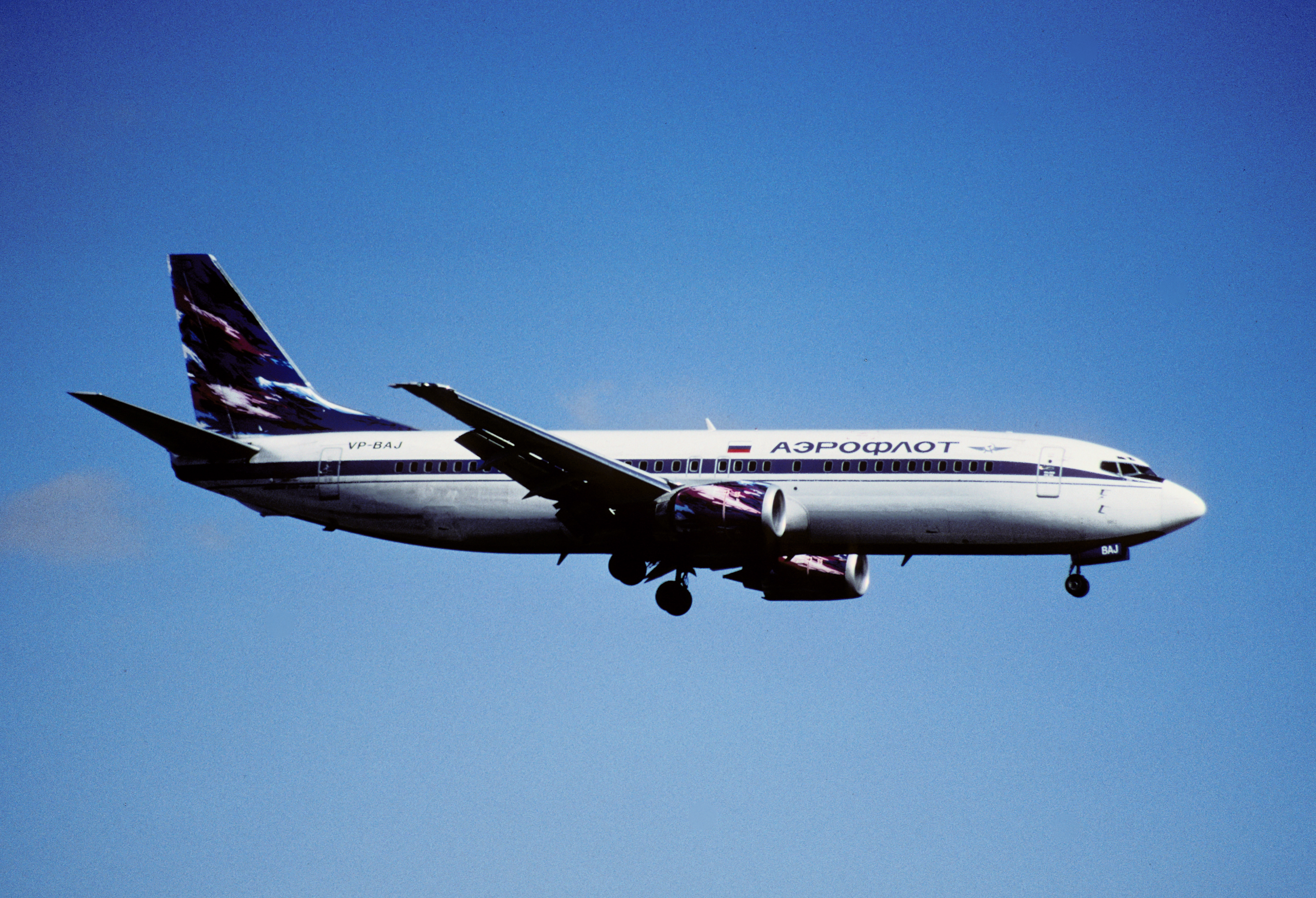
Boeing 737-400
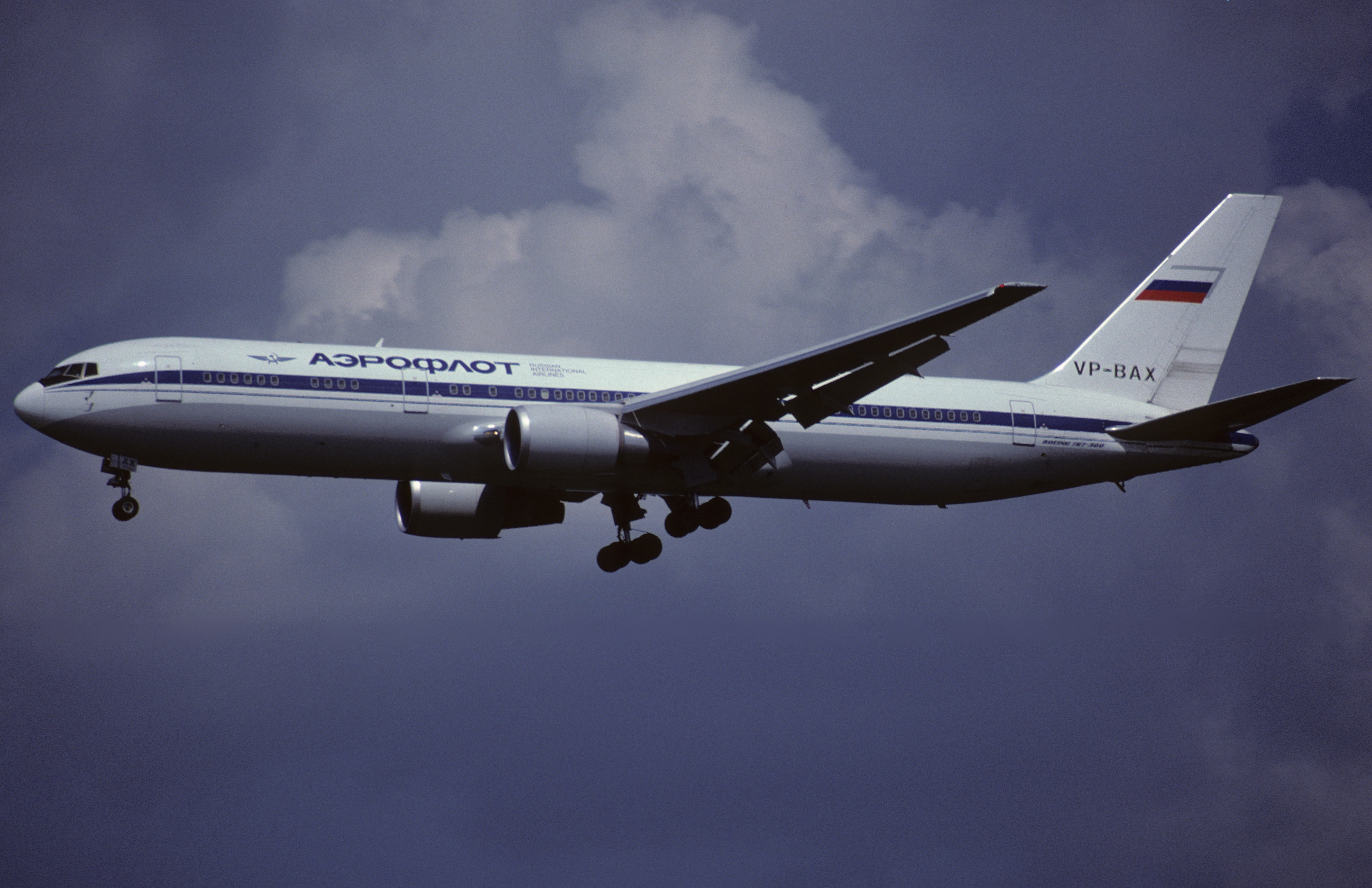
Boeing 767-300